# Avmz

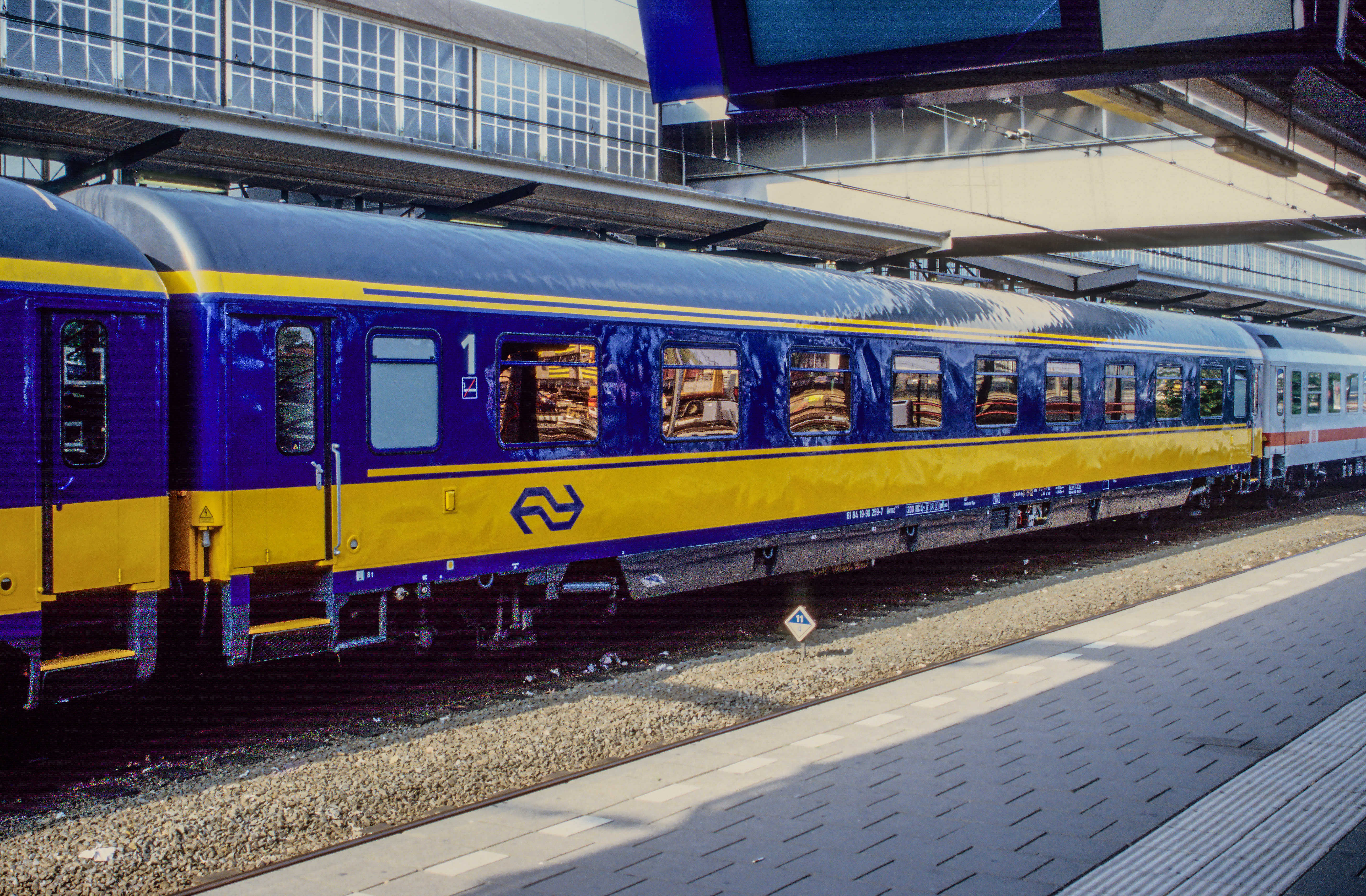
Avmz-rijtuig in een trein bij Amersfoort.

De Avmz, voorheen Avmz 111, werd omgebouwd als een type intercityrijtuig van de Nederlandse Spoorwegen. Het zijn tien eerste klas-rijtuigen die in vanaf 1962 door diverse fabrikanten zijn gebouwd voor gebruik in onder meer internationale treinen.

## Vroegere inzet
Deze rijtuigen werden in Eurocity-treinen en worden nog in Intercity-treinen tussen Nederland en Duitsland gebruikt.
Daarna reden rijtuigen van ditzelfde type, maar dan eigendom van de Deutsche Bahn, in de treinserie 140/240 (Internationale trein Schiphol – Amersfoort – Bad Bentheim – Berlin Ostbahnhof / Szczecin Główny). Daarbij ging het om slechts één Avmz-rijtuig naast acht andere rijtuigen.

## Huidige inzet
Vanaf 2006 zouden de rijtuigen door NS Internationaal gebruikt worden in slaaptreinen, maar begin 2007 zijn ze overgenomen door NS Reizigers om in combinatie met gehuurde ICL-rijtuigen ingezet te worden in de intercity Amsterdam Centraal – Amersfoort – Apeldoorn – Deventer (treinserie 1500). Tevens zijn ze ingezet in de treinseries 2000 en 14300.
Vanaf september 2009 zijn de Avmz-rijtuigen net als het ICL niet in gebruik.

## Afscheid Avmz
Tegelijkertijd met de retourgave van de (geleasede) ICL rijtuigen aan de DB zijn de 10 Avmz rijtuigen medio 2010 door NS aan de DB verkocht.
Na een beperkte revisie en een omkleuring worden de rijtuigen door de DB als Bvmz in IC diensten ingezet.